# Absidia cylindrospora
Absidia cylindrospora är en svampart. Absidia cylindrospora ingår i släktet Absidia och familjen Mucoraceae.

## Underarter
Arten delas in i följande underarter:
- rhizomorpha
- nigra
- cylindrospora